# Matthew Harley Goss
Matthew Harley Goss (Launceston, Tasmània, 5 de novembre de 1986) és un ciclista australià, ja retirat, que fou professional del 2006 fins al 2016. Durant la seva carrera va córrer als equips CSC Saxo Bank (2008-2009), HTC-Columbia (2010-2011), GreenEDGE (2012-2014), MTN-Qhubeka (2015) i ONE (2016).
Excel·lent velocista, ha guanyat diversos campionats del món i d'Austràlia en pista. En carretera la seva principal victòria fou la Milà-Sanremo de 2011, en què s'imposà a l'esprint en un grup reduït a Fabian Cancellara i Philippe Gilbert. També destaquen les seves victòries a la París-Brussel·les de 2009 i dues etapes del Giro d'Itàlia, el 2010 i 2012. El 2012 va prendre part en els Jocs Olímpics d'Estiu de Londres.

## Palmarès en pista
- 2004
  -  Campió del món júnior en Madison (amb Miles Olman)
  -  Campió del món júnior en Persecució per equips (amb Miles Olman, Michael Ford i Simon Clarke)
- 2005
  -  Campió d'Austràlia de persecució per equips
- 2006
  -  Campió del món de Persecució per equips (amb Peter Dawson, Mark Jamieson i Stephen Wooldridge)
  -  Campió d'Austràlia de persecució per equips

### Resultats a laCopa del Món
- 2005-2006
  - 1r a Moscou, en Persecució per equips

## Palmarès en ruta
- 2005
  - Vencedor d'una etapa de la Volta al Japó
- 2006
  - 1r al Gran Premio della Liberazione
  - Vencedor de 2 etapes a la Volta a Navarra
  - Vencedor d'una etapa al Giro de les Regions
  - Vencedor d'una etapa al Baby Giro
- 2007
  - Vencedor d'una etapa del Tour of Britain
- 2008
  - Vencedor d'una etapa a la Herald Sun Classic
  - Vencedor d'una etapa al Tour of Britain i 1r de la classificació per punts
- 2009
  - 1r a la París-Brussel·les
  - Vencedor de 2 etapes del Tour de Valònia
- 2010
  - 1r al GP Ouest France-Plouay
  - 1r a la Philadelphia International Championship
  - Vencedor d'una etapa al Giro d'Itàlia
  - Vencedor d'una etapa a la Volta a Dinamarca
- 2011
  - 1r a la Milà-Sanremo
  - 1r a la Jayco Bay Cycling Classic i vencedor de 2 etapes
  - 1r al Down Under Classic
  - Vencedor d'una etapa al Tour Down Under
  - Vencedor d'una etapa al Tour d'Oman
  - Vencedor d'una etapa a la París-Niça
  - Vencedor d'una etapa a la Volta a Califòrnia
- 2012
  - Vencedor d'una etapa al Giro d'Itàlia
- 2013
  - Vencedor d'una etapa a la Tirrena-Adriàtica

### Resultats al Giro d'Itàlia
- 2009. 131è de la classificació general
- 2010. Abandona (15a etapa). Vencedor d'una etapa
- 2012. No surt (14a etapa). Vencedor d'una etapa
- 2013. Abandona (16a etapa)

### Resultats a la Volta a Espanya
- 2010. 138è de la classificació general
- 2011. Abandona (2a etapa)

### Resultats al Tour de França
- 2011. 142è de la classificació general
- 2012. 120è de la classificació general
- 2013. 152è de la classificació general